# بادپر شکم‌زرد
بادپر شکم‌زرد (نام علمی: Petaurus australis) کیسه‌داری از تیره بادپرکیسه‌داران بومی استرالیا است. این جانور درخت‌پیما و شب‌زی در ناحیه باریکه‌ای از خاک شرقی استرالیا از کوئینزلند تا ویکتوریا زندگی می‌کند.